# Kanton Grenoble-4
Der Kanton Grenoble-4 ist seit 1973 ein französischer Wahlkreis im Arrondissement Grenoble, im Département Isère und in der Region Auvergne-Rhône-Alpes in Frankreich. Er umfasst das westliche Stadtzentrum von Grenoble.